# Hilbert-modulär form
Inom matematiken är en Hilbert-modulär form en generalisering av modulära former till funktioner av två eller flera variabler. 
Den är en (komplex) analytisk funktion som satisfierar en viss slags funktionalekvation. På samma sätt som vanliga modulära former innehåller aritmetisk information relaterad till elliptiska kurvor, innehåller Hilbert-modulära former information om högredimensionella abelska varieteter.